# 아메리칸 항공의 사건 및 사고
이 문서는 아메리칸 항공에서 일어난 항공기 사고를 다룬다.

## 주요 사건
- 1972년 6월 12일, 아메리칸 항공 96편 여객기가 디트로이트 메트로폴리탄 웨인 카운티 공항에서 이륙 직후 3600m에서 화물칸이 날아가게 되어 디트로이트로 회항, 승객 1명이 얼굴에 부상을 입은 것 외에는 사망자나 부상자가 없었다.
- 1979년 5월 25일, 아메리칸 항공 191편 여객기가 이륙직후 엔진이 활주로에 떨어져 유압액이 모두 새어나가버려 시카고 오헤어 국제공항에서 이륙 직후 90도로 뒤집어진 채 추락해 승객과 승무원을 포함해 271명 전원이 사망하고 지상에 있던 2명도 추락과 동시에 사망했다.
- 1995년 12월 20일, 아메리칸 항공 965편 여객기가 플로리다주 마이애미의 마이애미 국제공항을 출발하여 콜롬비아의 칼리에 있는 알폰소 보닐라 아라곤 국제공항을 향하던 여객기가 부가에 있는 산악지대에 추락하여 탑승객 155명 중에 승객 151명과 승무원 8명이 사망하고 같은 열로 앉고있었던 승객 4명만이 생존했다. 콜롬비아 정부에서 밝힌 사고 원인 조종사 과실인 것으로 조사됐다.
- 1999년 6월 1일 아메리칸 항공 1420편 MD-80 여객기가 텍사스주 댈러스 포트워스 국제공항을 출발하여 아칸소주 리틀록 공항에 착륙하려다 활주로를 벗어나 활주로 밖의 철제 조명탑에 부딪쳐 동체가 세 동강이 나면서 불길에 휩싸였다. 이 사고로 기장 리처드 부시먼을 포함 11명이 사망하고 110명이 부상을 입었다. 이 여객기는 이날 댈러스를 떠나 밤 10시 리틀록에 도착할 예정이었으나 심한 폭풍우 때문에 착륙을 연기하다가 밤 11시50분께 다시 착륙을 시도하던 중 사고를 냈다. 사고가 나기 직전 리틀록 지역에는 최고 시속 120km의 강풍과 함께 폭우가 쏟아졌고, 악천후로 인해 긴장한 조종사들의 과실이 사고의 원인으로 조사됐다.
- 2001년 9월 11일, 미국 매사추세츠주 보스턴 로건 국제공항을 출발하여 로스앤젤레스 국제공항으로 향하던 아메리칸 항공 11편이 납치되어 세계무역센터 북쪽 건물에 충돌하여 비행기에 타고 있던 승객과 승무원 81명 전원이 사망했다.
- 2001년 9월 11일, 미국 워싱턴 D.C. 워싱턴 덜레스 국제공항을 출발하여 샌프란시스코 국제공항으로 향하던 아메리칸 항공 77편이 납치되어 펜타곤에 충돌해 납치범을 포함한 승객과 승무원 64명 전원이 사망했다.